# جورج واتكن
جورج واتكن (بالإنجليزية: George Watkin)‏ (14 أبريل 1944 في المملكة المتحدة - ) هو لاعب كرة قدم بريطاني في مركز الهجوم. لعب مع نادي تشيسترفيلد ونيوكاسل يونايتد ونادي غيتزهد ونادي كينغز لين.